# Reimplantation
Die Reimplantation (von lat.: re – wieder, zurück und implantare – einpflanzen) ist ein Behandlungsverfahren in der Zahnmedizin, bei dem ein durch Trauma aus seinem Zahnfach dislozierter Zahn  wieder in seine Alveole zurückgesetzt wird. In der Regel wird nach der Reimplantation eine Schienung des Zahnes durchgeführt. Vorwiegend sind Frontzähne betroffen.

## Voraussetzungen

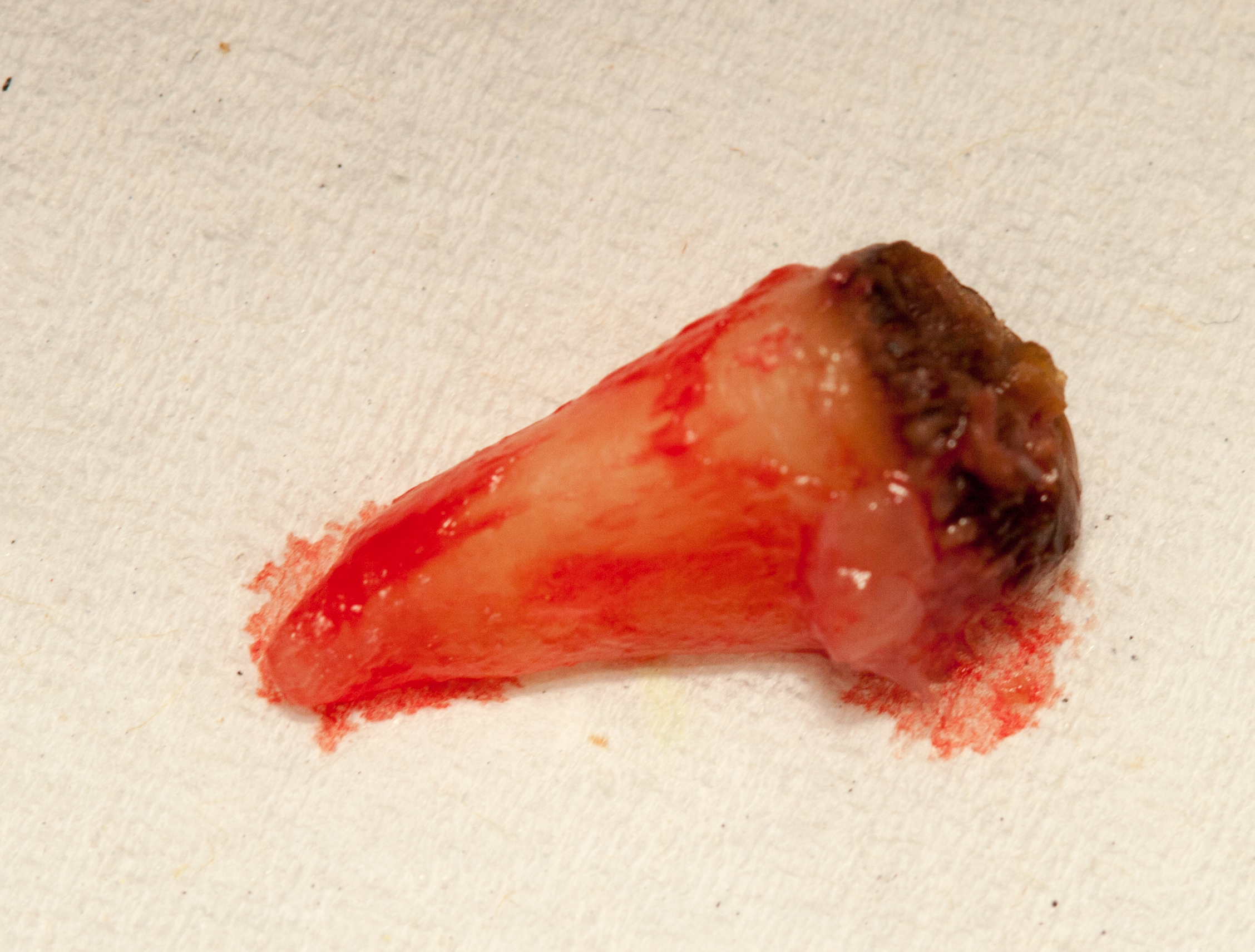
Gut zu erkennen sind die blutigen Reste der Wurzelhaut und der Fasern des Zahnhalteapparates. Dieser Zahn wurde allerdings extrahiert, weil die gesamte Krone weggefault war.

Nach der Avulsion eines Zahnes ist dieser so schonend wie möglich zu behandeln und feucht aufzubewahren. Hierfür wurde eine Zahnrettungsbox entwickelt, in der der Zahn in einer Nährstofflösung aufbewahrt werden kann. Steht diese nicht zur Verfügung, dann kann der Zahn in Milch, zur Not auch im Mund aufbewahrt werden. Der Zahn sollte möglichst in weniger als einer Stunde reimplantiert werden. Bei einem längeren Zeitraum sinkt die Erfolgsrate signifikant.
Voraussetzung für eine erfolgreiche Reimplantation ist der Erhalt des größten Teils der Alveole (Zahnfach) und der Erhalt der Wurzelhaut des Zahnes.

## Vorgehen

3D-Ringklebeschiene

Der Zahn wird zur Keimreduktion kurzzeitig in eine Doxycyclin-Lösung gelegt und dann in sein Zahnfach reponiert. Anschließend wird der Zahn mittels einer Titan-Composit-Schiene für acht bis zehn Tage fixiert.
Der Zahn ist durch die Avulsion devital, da die Nerv- und Blutgefäßanbindung dauerhaft unterbrochen wurde. Demzufolge muss der Zahn einer Wurzelkanalbehandlung unterzogen werden. Diese erfolgt nach ca. acht bis zehn Tagen nach der Reimplantation. Das früher praktizierte Verfahren, den Zahn extraoral (außerhalb des Mundes) in der Behandlungssitzung der Reimplantation endodontisch zu behandeln, wurde verlassen, weil dadurch einerseits der Zeitraum unnötig verlängert wurde, während dessen der Zahn sich nicht wieder in seiner Alveole befand und andererseits die empfindliche Wurzelhaut (Desmodont) leicht beschädigt werden konnte. Der Erhalt des Desmodonts ist Voraussetzung dafür, dass es zu keiner Resorption der Zahnwurzel kommt.

## Historie
Früher wurde ein Zahn, der auf normalem Wege nicht wurzelkanalbehandelt werden konnte, extrahiert, außerhalb der Mundhöhle wurzelkanalbehandelt und anschließend wieder reponiert oder mit einem über die Wurzelspitze hinausgehenden Stift im Kiefer fixiert (Transfixation). Durch die Fortschritte in der Endodontie und möglichen Operationstechniken zur Wurzelspitzenresektion ist das Verfahren nicht mehr indiziert. Dies gilt auch für die transdentale Fixation (Resektion + Wurzelverlängernden Stift) 